# راندگی اصلی زاگرس

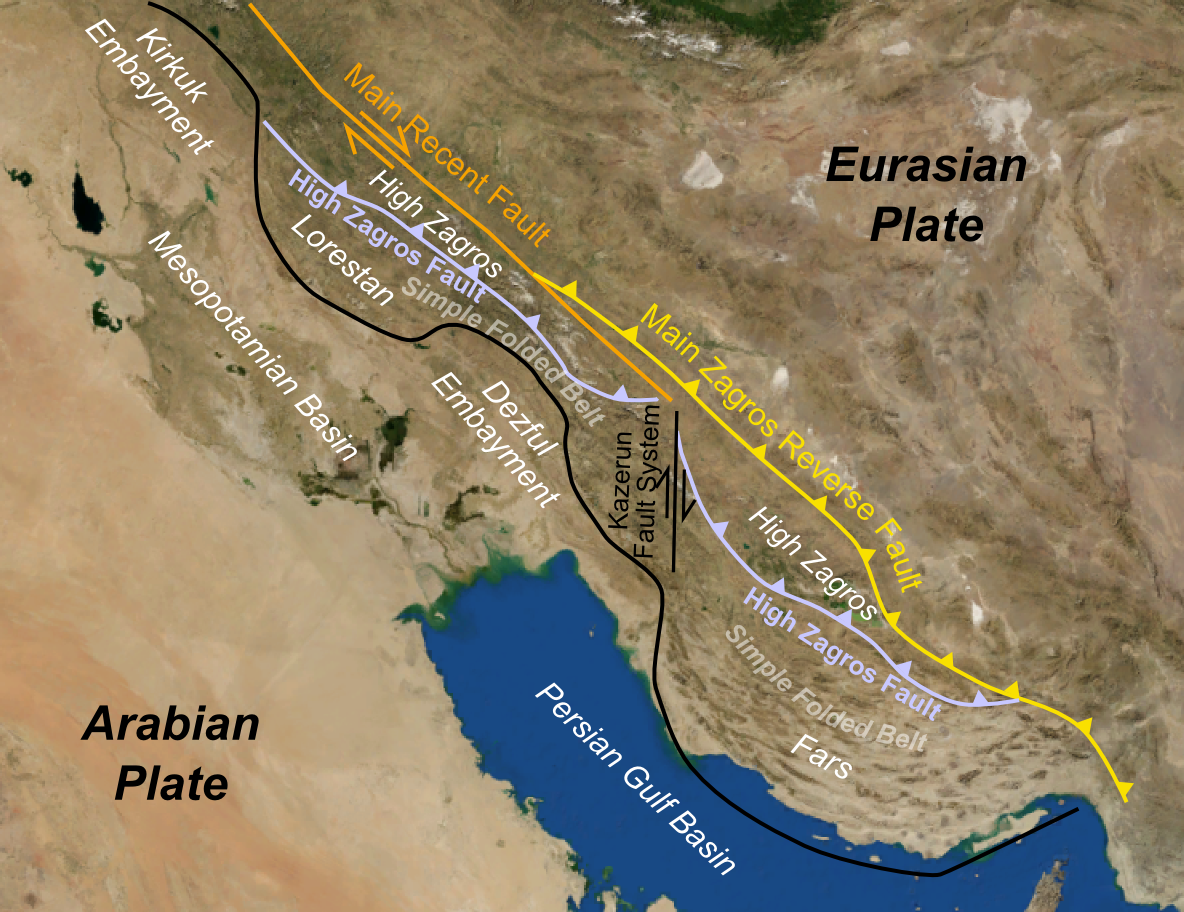
گسل‌های مهم کمربند چین‌خورده و رانده زاگرس گسل سراسری زاگرس • گسل جوان زاگرس (نارنجی) • راندگی اصلی زاگرس (زرد) گسل زاگرس بلند (آبی) گسل جبهه کوهستان (سیاه)

راندگی اصلی زاگرس که گسل اصلی معکوس زاگرس نیز نامیده می‌شود، یکی از گسل‌های بنیادین ایران و بخش اصلی گسل سراسری زاگرس است. راندگی اصلی زاگرس با راستای شمال باختری-جنوب خاوری و سازوکار فشاری، بر زمین‌درز میان پهنهٔ سنندج-سیرجان در شمال خاوری و زاگرس بلند در جنوب باختری منطبق است. این گسل مرز شمالی پهنه زاگرس بلند یا زاگرس مرتفع به‌شمار می‌رود و این پهنه را از پهنه سنندج-سیرجان جدا می‌سازد.
بر پایه تقسیم‌بندی‌های ساختمانی زمین‌شناسی ایران، پهنه زاگرس بلند با پهنای متوسط ۸۰ کیلومتر در میان دو پهنه زمین‌شناختی سنندج-سیرجان در شمال و پهنه زاگرس چین‌خورده در جنوب قرار دارد و بلندترین بخش‌های رشته‌کوه زاگرس را در خود جای داده‌است. راندگی اصلی زاگرس یک گسل معکوس بزرگ است که مرز شمالی پهنه زاگرس بلند به‌شمار می‌رود و این پهنه را از پهنه سنندج-سیرجان جدا می‌کند. گسل زاگرس بلند نیز مرز جنوبی پهنه زاگرس بلند محسوب می‌شود و این پهنه را از زاگرس چین‌خورده جدا می‌سازد.
زمین‌شناسان راندگی اصلی زاگرس را به دو بخش قسمت می‌کنند. بخش اول تا شرق حاجی‌آباد در استان هرمزگان کشیده شده و دارای راستای شمال‌غربی – جنوب‌شرقی (N130E) و شیب به سمت شمال‌شرقی است. بخش دوم راندگی اصلی زاگرس با نام‌های خط عمان، گسل زندان و گسل میناب نیز نامیده می‌شود. این بخش با طول حدود ۲۵۰ کیلومتر و راستای شمال‌غربی – جنوب‌شرقی (N170E) از حاجی‌آباد به سمت جنوب ادامه می‌یابد و شیب آن به سمت شرق و شمال‌شرقی است.
راندگی اصلی زاگرس از نوع گسل‌های راندگی - فشاری است و نقش چشم‌گیری بر لرزه‌خیزی ایران دارد. بر اساس مطالعه برو و ریکو (۱۹۷۱)، راندگی اصلی زاگرس یک گسل معکوس کم‌شیب است که بخش اصلی گسل سراسری زاگرس را تشکیل داده و قدمت بیشتری دارد. جابه‌جایی افقی این گسل حدود ۴۰ کیلومتر است. 
بخش جدیدتر گسل سراسری زاگرس، گسل اصلی عهد حاضر یا گسل جوان زاگرس نام دارد. این روراندگی، زاویه قائم دارد و راستگرد است. و در اصل مجموعه‌ای از چندین قطعه گسل کوچکتر در امتداد یکدیگر است.